# Bunker Hill (wzgórze)

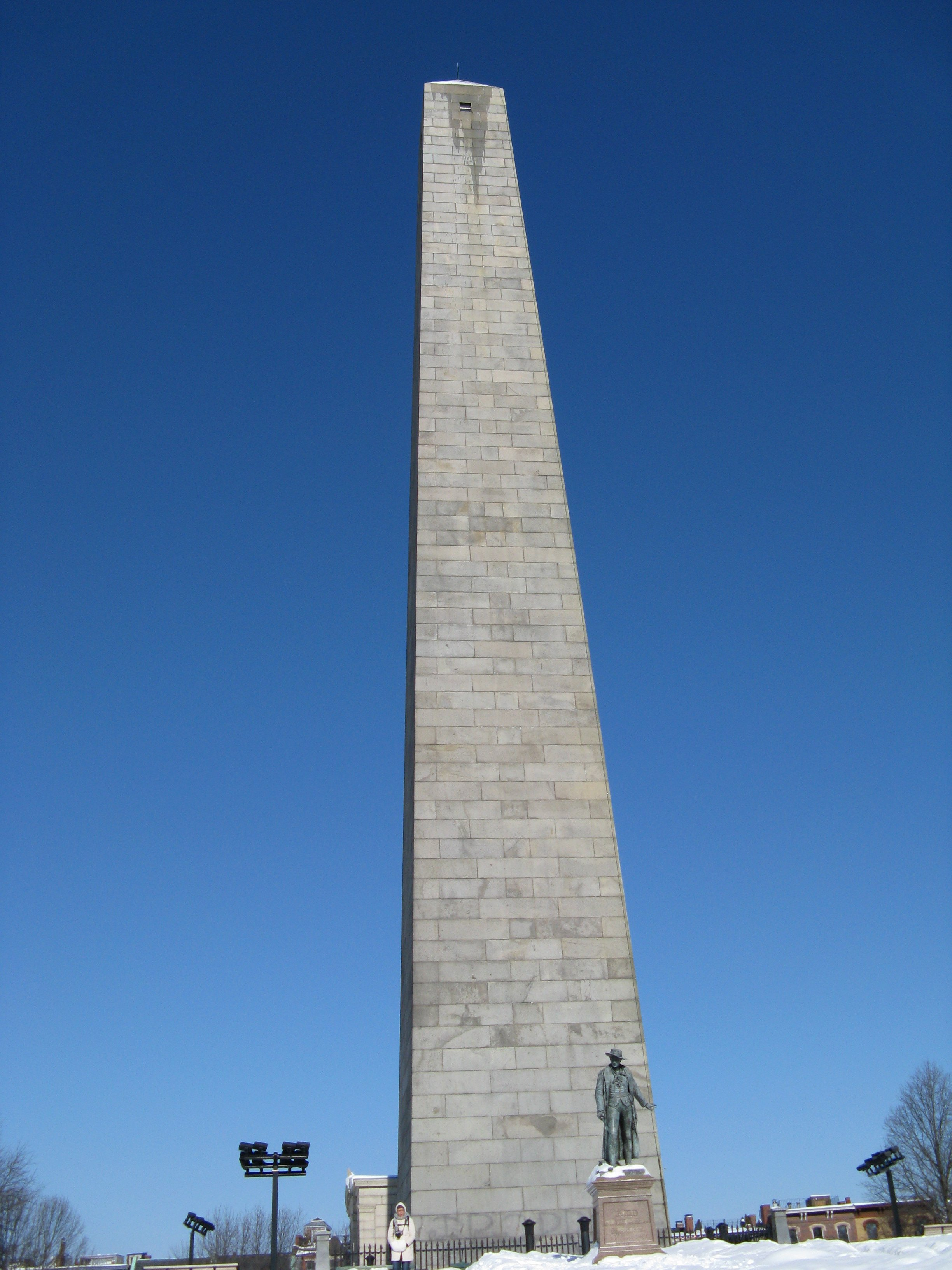
Bunker Hill Monument

Breed’s Hill i Bunker Hill – sąsiadujące wzgórza położone w Charlestown, dzielnicy Bostonu. Znane z tego, że 17 czerwca 1775 roku stoczyła się bitwa o Bunker Hill. Choć nazwa bitwy pochodzi od Bunker Hill, upamiętniający ją pomnik Bunker Hill Monument znajduje się na Breed’s Hill. Bunker Hill jest wyższe (33 m n.p.m.).